# باري هيلير
باري هيلير (بالإنجليزية: Barry Hillier)‏ هو لاعب كرة قدم بريطاني، ولد في 8 أبريل 1936 في ردكار في المملكة المتحدة، وتوفي في 10 ديسمبر 2016 في هامبشير في المملكة المتحدة. لعب مع نادي تشستر سيتي.